# Baskervillski pes
Baskervillski pes (v izvirniku angleško The Hound of the Baskervilles) je detektivski roman angleškega pisatelja Arthurja Conana Doyla, ki je prvič izšel po delih v reviji Strand Magazine med avgustom 1901 ter aprilom 1902, v knjižni obliki pa marca 1902 pri londonskem založniku Georgeu Newnesu. Gre za verjetno najbolj znano pripoved o znamenitem detektivu Sherlocku Holmesu, ki je soočen s primerom umora in grožnje s smrtjo v močvirnatem Dartmoorju v jugozahodni Angliji, navdihnjenim z legendo o diaboličnem, nadnaravnem psu, ki straši tamkaj.
To je bilo prvo delo s Holmesom v glavni vlogi, ki je nastalo po tistem, ko ga je Doyle v kratki zgodbi »The Final Problem« ubil, saj ni želel biti znan samo po njem. Zgodba je zato kronološko postavljena pred dogodki v »The Final Problem«, vendar je strašanski uspeh romana Doyla spodbudil k pisanju nadaljevanj, v katerih je Holmesovo smrt predstavil kot potegavščino. V anketi med preučevalci Doylove zapuščine iz leta 1999 je bil ocenjen najvišje med štirimi romani o Holmesu. V slovenščino je delo prvi prevedel Boris Rihteršič, izšlo je leta 1932 pod naslovom Boj v megli (Baskervillski pes je ostal kot podnaslov) (COBISS), kasneje pa se je uveljavil direktni prevod naslova. Po romanu je bilo posnetih tudi večje število filmov.

## Vsebina
V urad Sherlocka Holmesa pride Dr. James Mortimer in ga prosi, naj razišče smrt njegovega prijatelja Sir Charlesa Baskervilla. Sir Charles je umrl na svojem posestvu Baskerville Hall v Devonu, zdaj pa Mortimerja skrbi za njegovega nečaka in edinega preostalega dediča Sir Henryja Baskervilla. Uradni vzrok smrti je bil srčni napad, vendar Mortimerju ne da miru dejstvo, da je Sir Charles umrl z izrazom groze na obrazu, ob njemu pa je našel stopinje orjaškega psa. Obstaja namreč legenda, da nad rodbino visi prekletstvo še od časa angleške državljanske vojne, ko je Hugo Baskerville prodal dušo hudiču da bi mu ta pomagal ugrabiti žensko, kasneje pa naj bi ga ubila orjaška pasja prikazen. Sir Charles je verjel v prekletstvo in je očitno bežal pred nečim, ko je umrl.
Primer vzbudi Holmesovo pozornost, zato pristane na sestanek s Sir Henryjem, ki je pripotoval iz Kanade, ko je izvedel za stričevo smrt. Druščina postane še bolj sumničava, ko Sir Henry prejme anonimno svarilno pismo, kmalu po tem pa iz njegove hotelske sobe nepojasnjeno izgine njegov škorenj. Kljub temu ostane neomajen v svoji nameri vrnitve na družinsko posest. Po sestanku se Sir Henry in Mortimer odpravita nazaj proti hotelu, Holmes in Watson pa jima skrivoma sledita. Opazita, da Holmesovima klientoma sledi bradat možak v kočiji, vendar jima ne uspe ugotoviti njegove identitete.
Holmes nato pošlje Watsona, da sam spremlja Sir Henryja na posestvo Baskerville. Tam izvesta, da naj bi se v okolici zadrževal pobegli kaznjenec Selden, hkrati pa jima butler Barrymore in njegova žena povesta, da želita oditi. Ponoči sliši Watson žensko jokati. Očitno je, da je bila ga. Barrymore, vendar njen mož naslednje jutro to zanika. Watson posumi, da Barrymore nekaj skriva. Kmalu spozna brata in sestro, ki živita v bližini: prirodoslovca g. Stapletona in prelepo gdč. Stapleton. Na sprehodu zaslišijo zlovešče tuljenje, ki ga Stapleton hitro pripiše zavijanju vetra. Ko sta Watson in gdč. Stapleton za hip na samem, ga ona, misleč, da je Sir Henry, posvari, naj brž odide. Kasneje se Sir Henry in gdč. Stapleton zares srečata in se hitro zaljubita. To razbesni g. Stapletona, ki pa se za svoje vedenje kasneje opraviči in povabi Sir Henryja na večerjo čez nekaj dni.
Barrymore postane še bolj sumljiv, ko ga Watson in Sir Henry zalotita sredi noči s svečo v praznem delu hiše. Ga. Barrymore takrat prizna, da je signaliziral Seldnu, ki je v resnici njen brat. Sir Henry in Watson se poženeta za Seldnom, a jima ta uide v noč, pri čemer pa Watson v daljavi opazi še enega človeka. Ko se dogovorijo, da bodo Seldnu omogočili pobeg iz države, jima Barrymore pokaže nov košček sestavljanke: delno zažgano pismo, v katerem pošiljatelj naroči Sir Charlesu naj bo pri vhodu v času njegove smrti, podpisano z inicialkami L.L.; po Mortimerjevem nasvetu Watson poizve pri Lauri Lyons iz bližnje vasi, ki prizna, da je napisala pismo, saj je nameravala prositi Sir Charlesa da ji financira ločitev. Zatrdi pa, da na sestanek ni prišla. Watson nato v močvirju izsledi moža, ki ga je videl ponoči, in spozna, da gre za Holmesa. Ta je skrivoma raziskoval na lastno pest in ugotovil, da sta g. Stapleton in domnevna gdč. Stapleton pravzaprav mož in žena ter da je Stapleton obljubil tudi Lauri Lyons, da se bo oženil z njo. Med pogovorom zaslišita krik in ko prihitita, najdeta truplo Seldna, ki je med begom padel in si zlomil vrat. Holmes sklepa, da ga je napadel pes, in sicer zato, ker je nosil Sir Henryjevo srajco.
Na posestvu Baskerville opazi Holmes sumljivo podobnost med Stapletonom in portretom Huga Baskervilla. Posumi, da je Stapleton v resnici neznani član rodbine Baskerville in da se želi znebiti ostalih dedičev bogastva. Holmes odide z inšpektorjem Lestradom, ki ga je medtem poklical, do Stapletonovega doma, kamor je odšel Sir Henry na večerjo. Pred hišo ustrelita psa, ki ga je spustil Stapleton in je preganjal Sir Henryja. Domnevna peklenska mrcina je čisto navaden pes večje rasti, le pobarvan s fosforjem, kar mu je v megleni noči dalo videz pošasti. V hiši najdeta zvezano gospo Stapleton, g. Stapleton pa uide čez močvirje. Vedo, da bo v naglici in temi gotovo zgrešil pot do svojega skrivališča in se pogreznil v blato, zato ga prepustijo smrti. V hiši kot zadnji dokaz najdeta še Sir Henryjev škorenj, s katerim je Stapleton naščuval psa. Na koncu Holmes razloži Watsonu še preostale podrobnosti uganke: Stapleton je bil v resnici Rodger Baskerville, prej neznani sin istoimenskega Charlesovega brata iz Južne Amerike, črne ovce družine, ki je hlepel po družinskem bogastvu. Psa je skrival v koči sredi močvirja, ki jo je nekoč našel po naključju. Watson je takrat res slišal njegovo zavijanje, kar pa je Rodger (»g. Stapleton«) prikril z razlago, da gre za tuljenje vetra. Nato se partnerja skupaj odpravita nazaj v London.

## Nastanek
Glede nastanka zgodbe se v javnosti pojavlja mnogo špekulacij, tako glede navdiha, kot tudi avtorstva samega. Znano je, da je zametek nastal spomladi 1901, ko je bil Doyle na dopustu v Norfolku s prijateljem, novinarjem Bertramom Fletcherjem Robinsonom. Ta je živel v neposredni bližini Dartmoorja in odraščal z zgodbami o duhovih in prikaznih, ki so bile tam zelo razširjene. Doyleu je povedal legendo o pasji prikazni, ki straši po Dartmoorju, in skupaj sta se odločila, da napišeta grozljivko. Kasneje je bil Doyle tudi na obisku pri Robinsonu in skupaj sta pohajkovala po močvirju. Priimek Baskerville sta si sposodila pri Robinsonovemu kočijažu.
Sama zgodba, ki je navdihnila Baskervillskega psa, je najbrž različica legende o posestniku Richardu Cabellu, ki naj bi bil »pošastno zloben mož«. Imel je sloves nemoralnega človeka, ki je prodal dušo hudiču. Nekoč je posumil, da mu je žena nezvesta, zato jo je hudo pretepel. Ko je ušla v močvirje, jo je dohitel in v navalu besa zabodel do smrti, nato pa ga je napadel njen zvesti pes in mu raztrgal goltanec. Potem sta oba omahnila v smrt. Po tistem se je duh psa klatil po močvirju, žalostno tulil in se ponovno prikazal vsaki generaciji Cabellov. Naziv lokacije, ki je navdihnila Doyla, pripisujejo njeni lastniki tudi podeželskem dvorcu Baskerville Hall sredi Walesa, saj okrog njegovih starih lastnikov krožijo podobne legende, vendar je zgodba manj verjetna.
Doyle se je že zgodaj odločil, da bo to kriminalka s Holmesom v glavni vlogi, glede Robinsonovega prispevka pa so se njegove izjave spreminjale. V pismu uredniku revije Strand, v katerem je ponudil novo zgodbo, je zapisal, da je Robinson prispeval osnovni motiv in podrobnosti, ki so dale dartmoorsko vzdušje, zato mora biti naveden kot soavtor. V dejanski izdaji je od tega ostala opomba, v kateri se Robinsonu zahvaljuje za zametek zgodbe ter pomoč pri podrobnostih, mu je pa odstopil del honorarja. Kasneje so se pojavile trditve, da je Doyle Robinsonu ukradel zgodbo, nato pa ga zastrupil (Robinson je umrl razmeroma mlad) da bi preprečil škandal. Zgodovinar, ki je raziskoval v tej smeri, je lokalno župnijo zaprosil celo za izkop Robinsonovega trupla da bi dokazal zastrupitev, a je župnija to zavrnila. Tudi velika večina drugih zgodovinarjev se ne strinja s tako skrajno tezo.

## Izid in odziv
Roman je začel izhajati po delih v reviji Strand Magazine avgusta 1901. Niti Doyle si ni predstavljal, kakšna senzacija bo njegova zgodba; po vsej državi so ljudje čakali v vrstah za nakup izvoda in revija je bila prvič v svoji zgodovini primorana natisniti šesti ponatis. V knjižni obliki je izšel 2. aprila 1902, opremljen z ilustracijami Sidneyja Pageta. Londonski založnik George Newnes je dal natisniti 25.000 izvodov za domači trg in 15.000 za distribucijo v britanskih kolonijah. Izdaja za ameriški trg je izšla 15. aprila v nakladi 70.000 izvodov. Zaradi fenomenalnega uspeha je ameriška revija Collier’s Weekly Doylu ponudila tako visok honorar za nove zgodbe, da se je ta odločil Holmesa »obuditi od mrtvih«. Naslednje delo s tem protagonistom je bila kratka zgodba »The Adventure of the Empty House«. V njej Doyle razloži, kako je Holmes preživel tisti usodni spopad s profesorjem Moriartyjem v »The Final Problem«.

### Rokopis
Doyleov izvirni rokopis je leta 1902 ameriški založnik razdelil po listih za namene promocije knjige – uporabili so jih kot eksponate v izložbah knjigotržcev. Od 185-190 listov, kot jih je po oceni vseboval, je ohranjenih le še 36, med njimi celotno 11. poglavje, ki ga zdaj hrani javna knjižnica New Yorka. Ostali so po raznih univerzitetnih knjižnicah in zasebnih zbirkah. Nazadnje odkriti list iz 12. poglavja je bil leta 2012 prodan na dražbi za 158.500 USD.

### Priredbe
Po romanu je kasneje nastalo tudi večje število filmov, prvi je bil že leta 1914 nemški nemi film Der Hund von Baskerville, v katerem je junaka zaigral Alwin Neuß. Verjetno najbolj znana upodobitev je ameriški film Baskervillski pes iz leta 1939, znamenit po tem, da sta Basil Rathbone in Nigel Bruce dala likoma Holmesa in Watsona podobo, po kateri sta prepoznavna še danes. Igralca sta po tistem ustvarila celo serijo filmov o Holmesovih dogodivščinah. Baskervillski pes režiserja Terenca Fisherja iz leta 1959 je bil prvi barvni film, posnet po tej zgodbi; v njem sta glavni vlogi zaigrala Peter Cushing kot Holmes in André Morell kot Watson, kot Sir Henry Baskerville pa je nastopil Christopher Lee.